# مجید امرایی
مجید امرایی (متولد ۱ دی ماه ۱۳۴۸)، دراماتراپیست، کارگردان تئاتر، روزنامه‌نگار و تجربه تدریس کارگاهی در دانشگاه علامه طباطبایی؛ دانشگاه الزهرا ؛دانشگاه آزاد اسلامی و... است.
وی در سال ۱۳۷۶ مدرک کارشناسی در رشته تئاتر در گرایش نمایشنامه نویسی از دانشگاه آزاد اراک دریافت کرد. پس از آن نیز مدرک کارشناسی ارشد کارگردانی خود را از دانشگاه هنر و معماری تهران در سال ۱۳۸۰ دریافت کرد. امرایی همچنین دارای مدرک دکترای تخصصی دراماتراپی از انستیتو بین‌المللی هنر درمانی پاریس کشور فرانسه است. در حال حاضر نیز در حوزه و گرایش تخصصی نمایش‌درمانی فعالیت دارد.
از عمده فعالیت‌های وی می‌توان به تجربه عملی بیش از بیست سال کار نمایش‌درمانی با گروه‌های مختلف همچون مصدومان جنگی، کانون اصلاح و تربیت و مراکز آموزشی اشاره کرد. همچنین وی به عنوان نمایش‌درمان‌گر در بیمارستان روان‌پزشکی سعادت آباد با مصدومان جنگی نمایش‌درمانی کار کرده است و مؤلف نخستین کتاب تألیفی در حوزه نمایش‌درمانی با عنوان نمایش‌درمانی در مسیر تکامل در ایران سال ۱۳۸۹ است. امرایی در این حوزه تألیفات دیگری نیز دارد. از جمله کتاب نمایش درمانی (دراماتراپی) و تئوری نقش‌ها (انتشارات دانژه) - ۱۳۹۹ - فارسی.
کتاب نمایش درمانی راهی برای آزاد سازی ذهن (انتشارات طهورا) - ۱۳۹۵ - فارسی.
کتاب ده قدم با نمایش درمانی (انتشارات طهورا) - ۱۳۹۳ - فارسی
کتاب نمایش نوشته‌ها (انتشارات سرای روزنامه نگاران ایران) - ۱۳۹۲ - فارسی.
کتاب شناخت شخصیت‌های شاهنامه (از کیومرث تا شغاد) (انتشارات آنزان) - ۱۳۸۴ - فارسی.
وی از سال ۲۰۱۷ به عنوان عضو مؤسس اتحادیه جهانی دراماتراپیWADTh در این مجمع بین‌المللی حضور دارد و همچنین دبیرکل انجمن بین‌المللی دراماتراپی ایران DTCI است.

## کارگردانی
| سال  | نام اثر         | استان  | نویسنده | کارگردان    | توضیحات                                                                                   |
| ---- | --------------- | ------ | ------- | ----------- | ----------------------------------------------------------------------------------------- |
| ۱۳۶۹ | سیاه بازی زمرد  |        |         | مجید امرایی |                                                                                           |
| ۱۳۷۴ | افیون           | لرستان |         | مجید امرایی |                                                                                           |
| ۱۳۷۳ | گلهای کبود      | لرستان |         | مجید امرایی | پنجمین جشنواره تئاتر استانی لرستان                                                        |
| ۱۳۷۵ | نمایش هوش و گوش | اراک   |         | مجید امرایی | اجرای عمومی دانشگاه پیام دهکردی، حامد شیدایی، پیمان حقانی و لیلا جواهری                   |
| ۱۳۷۷ | اتاق پلاک ۹     | اراک   |         | مجید امرایی | جشنواره تئاتر دانشگاهی                                                                    |
| ۱۳۷۷ | مقصر کیه        |        |         | مجید امرایی | جشنواره بین‌المللی تئاتر فجر با بازی علی جمشیدی، ناصر حبیبیان و ذکرالله قلندری             |
| ۱۳۷۸ | عشق باران       | تهران  |         | مجید امرایی | تالار کوچک " حوزه هنری؛ و برگزیده دوازدهمین جشنواره سراسری تئاتر دفاع مقدس.               |
| ۱۳۷۸ | زیتون مام میهن  | تهران  |         |             | جشنواره بین‌المللی تئاتر فجر                                                               |
| ۱۳۸۴ | باران           |        |         | مجید امرایی |                                                                                           |
| ۱۳۸۵ | نمایش عشق باران | تهران  |         | مجید امرایی | یست و پنجمین جشنواره بین‌المللی تئاتر فجر؛ بخش خیابانی با بازی ناصر حبیبیان و علی جمشیدی   |
| ۱۳۸۵ | خشکسالی         |        |         | مجید امرایی |                                                                                           |
|      | معبد            |        |         | مجید امرایی | نخستین جشنواره سراسری تئاتر سبزهای سرخ استان فارس با بازی ضیا فضل‌الله پور و حمید شیر اوژن |
| ۱۳۹۰ | شبیه زندگی      |        |         |             | تولید مشترک ایران و کردستان عراق                                                          |

## بازیگری
- نمایش دشمنان نوشته آرکادی لئو کوم در سال ۱۳۷۵ دانشگاه اراک و اجرای عمومی در استان لرستان به مدت یک ماه با بازی زنده یاد مراد شیر محمدی و مجید امرایی
- نمایش جهان خواران در سال ۱۳۷۵ کانون نور با کارگردانی علی زمان محمدزاده
- مجموعه تلویزیونی دکتر قریب
- مجموعه تلویزیونی مختارنامه
- مجموعه مستند قانون کویر[۱۳]

## جوایز
- دریافت جایزه کارگردانی پنجمین جشنواره تئاتر استانی لرستان[۱۴] برای نمایش «گل‌های کبود».
- دریافت جایزه سوم نمایشنامه نویسی پنجمین جشنواره تئاتر استان لرستان برای نمایش «گلهای کبود».
- دریافت جایزه سوم نمایشنامه نویسی در دومین جشنواره سراسری تئاتر تک برای نمایش «عشق باران».
- در یافت جایزه دوم کارگردانی در دومین جشنواره سراسری تئاتر تک برای نمایش «عشق باران».
- دریافت مقام سوم نمایشنامه نویسی از دوازدهمین جشنواره سراسری تئاتر دفاع مقدس
- دریافت مقام سوم کارگردانی از دوازدهمین جشنواره سراسری تئاتر دفاع مقدس

## پژوهش‌ها
- نمایش درمانی و تأثیر آن بر ویژگی‌های روانی جانبازان اعصاب و روان چهارمین همایش پژوهشی تئاتر مقاومت سال ۱۳۸۷
- نقش گزاری روانی و تأثیرات درمانی آن برعارضه‌های روحی و روانی جانبازان اعصاب وروان، چهارمین سمپوزیوم علمی عارضه‌های روحی وروانی دانشگاه شهید بهشتی؛ ۱۳۸۶
- نمایش درمانی و تأثیرات درمانی آن بر جانبازان عصبی - روانی چهارمین سمپوزیوم عوارض عصبی روانی بنیاد شهید وامور ایثارگران؛ ۱۳۸۷

## فعالیت‌ها
سرپرست گروه تئاتر «گیلگمش» از سال۱۳۷۳
مبتکر شیوه نمایش درمانی برروی مصدومان بازمانده از جنگ با تجربه علمی و عملی ؛۱۳۸۰ تا کنون
ارائه مقاله علمی، در چهاردهمین همایش علمی کار درمانی‌های سراسر کشور دانشگاه شهید بهشتی؛ ۱۳۸۷
ارائه مقاله تئاتر درمانی و تأثیر آن برجانبازان اعصاب و روان، چهارمین همایش تئاتر مقاومت؛ ۱۳۸۷

## آثار مکتوب
- نمایش‌درمانی
- نمایش‌درمانی در مسیر تکامل در ایران
- نمایش درمانی راهی برای آزادسازی ذهن
- نمایش درمانی و تئوری نقش‌ها ۱۳۹۹انتسارات دانژه https://www.iranketab.ir/book/44888-drama-therapy
- " شناخت شخصیت‌های شاهنامه" (از کیومرث تا شغاد) سال ۱۳۷۸ انتشارات" آنزان "
- «نمایش درمانی»؛ ۱۳۸۹؛ انتشارات دانژه
- مجموعه مقالات تئاتر خیابانی انتشارات نمایش ۱۳۹۰.
- "اطلاعات آماری تئاتر شهرستان؛ ۱۳۸۸؛ انتشارات نمایش؛
- غمنامه رستم و سهراب؛ انتشارات پیک فرهنگ؛ ۱۳۷۸
- خانه پلاک ۹، تهران، انتشارات پیک فرهنگ؛ ۱۳۷۸
- ۹ قصه مینی مال، تهران، انتشارات نقش سبحان؛ ۱۳۷۹
- آقای فلانی انتشارات نقش سبحان؛ ۱۳۷۹
- "گل‌های کبود"؛ ۱۳۷۶
- جنگلوندان؛ 1393[۱۵][۱۶]